# Basteja

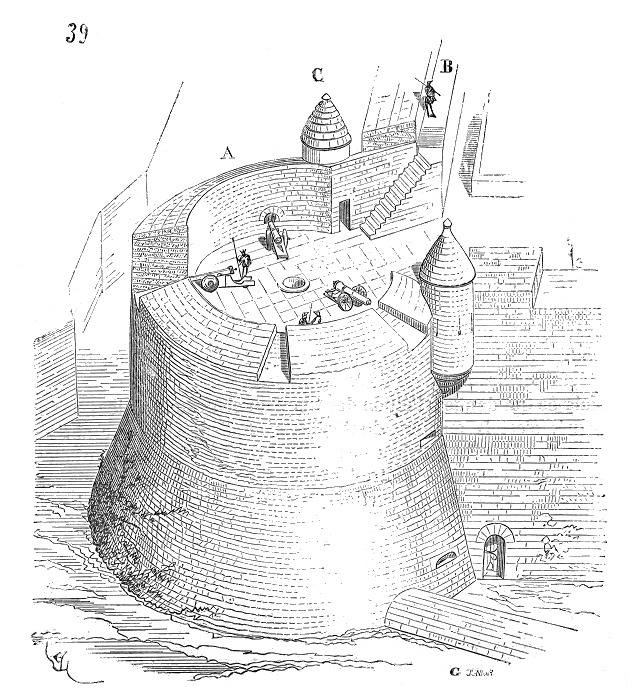
Basteja w formie rondla:
zamek w Salses-le-Château

Basteja (rondel) – budowla fortyfikacyjna, będąca murowanym lub ziemnym umocnieniem w formie niskiej, przysadzistej baszty obronnej, zwykle z dwiema kondygnacjami. Zbudowana na planie półkola, wieloboku lub podkowy, wysunięta przed mur obronny, była stanowiskiem ogniowym artylerii blokującym dostęp do kurtyny. Pozwalała na prowadzenie ognia skrzydłowego wzdłuż fosy. Basteja pojawiła się we Włoszech w XV wieku, w związku z rozpowszechnieniem się broni palnej. Pierwszą basteję opracował Albrecht Dürer. Zastąpiła baszty, które były wrażliwsze na ogień ze względu na mniejszą masywność, połączoną zazwyczaj z większą wysokością, oraz nie zapewniały dostatecznej powierzchni do obsługi artylerii. Została zastąpiona przez bastion.